# Bor (Repubblica Ceca)
Bor (in tedesco Haid) è una città della Repubblica Ceca facente parte del distretto di Tachov, nella regione di Plzeň.